# Paulino Varas
Paulino Varas Alfonso (Santiago, 19 de mayo de 1930) es un abogado, académico y político chileno. Se desempeñó como ministro de Tierras y Colonización de su país, durante el gobierno del presidente Jorge Alessandri entre mayo y noviembre de 1964; y fue presidente del Consejo de Defensa del Estado (CDE) en la administración del presidente Eduardo Frei Montalva. Es el único miembro del gabinete de ministros de Alessandri vivo.

## Familia y estudios
Nació en Santiago de Chile el 19 de mayo de 1930, hijo del abogado y parlamentario conservador Fernando Varas Contreras y de Cecilia Alfonso Schleyer. Realizó sus estudios primarios y secundarios en el Liceo Alemán de la capital, desde donde egresó en 1947. Tras haber cursado un año la carrera de medicina, ingresó a estudiar derecho en la Universidad de Chile, jurando como abogado el 6 de mayo de 1955. Su memoria de pregrado consistió en los «Antecedentes históricos del Código Civil chileno», estudio realizado en conjunto con otros cuatro estudiantes, entre ellos, Sergio Concha Rodríguez. También es bachiller en Biología y Letras.
Se casó el 7 de diciembre de 1960 con Cecilia Lira Lagarrigue, con quien tuvo cuatro hijos: Paulino, Felipe, Gregorio y Alejandra.

## Cargos públicos
El 3 de noviembre de 1958, con la llegada del independiente Jorge Alessandri a la presidencia de la República, fue nombrado como titular de la Subsecretaría de Tierras y Colonización, ocupando de forma suplente el cargo de ministro de esa repartición entre el 20 de mayo y el 10 de julio de 1963. A continuación, el 6 de mayo de 1964, asumió como ministro titular de Tierras y Colonización, hasta el fin del gobierno el 3 de noviembre de ese año.
Ejerció como abogado consejero del Consejo de Defensa del Estado (CDG), llegando a ser presidente del organismo durante la administración del presidente demócrata cristiano Eduardo Frei Montalva (1964-1970).

## Carrera académica y judicial
Se desempeñó como profesor de la Facultad de Derecho de la Universidad de Chile desde el 1 de mayo de 1955 hasta el 3 de marzo de 2021 dictando la cátedra de derecho constitucional. En esa facultad también se ha desempeñó como director de la Escuela de Derecho, director Académico y Estudiantil, vicedecano subrogante, presidente de la Comisión de Evaluación, y consejero de Facultad. También ha ejercido como profesor de derecho administrativo en la Pontificia Universidad Católica de Chile (PUC), de derecho constitucional en la Universidad Diego Portales, de Economía Política en el Instituto Superior de Comercio N.º 1, y de Ciencias Sociales del Colegio del Verbo Divino.
Fue presidente del Tribunal Arbitral de Marcas Comerciales y del Tribunal de Reclamos sobre Contingentes de Exportación. También ejerció como juez del Tribunal de Alzada en causas de comercio y del Tribunal de Apelaciones sobre Combustibles. Fue abogado integrante del Tribunal Constitucional (TC).